# Closterium delpontii
Closterium delpontii  là một loài Song tinh tảo trong họ Desmidiaceae, thuộc chi Closterium.